# 2014 en aéronautique
Chronologie de l'aéronautique
- 2010
- 2011
- 2012
- 2013
- 2014
- 2015
- 2016
- 2017
- 2018

Cet article présente les faits marquants de l'année 2014 en aéronautique.

## Événements

### Mars
- 8 mars: disparition au-dessus du Golfe de Thaïlande du Vol 370 Malaysia Airlines assuré par un Boeing 777 avec 227 passagers et 12 membres d'équipage.

- États-Unis, 13 mars: Un Airbus A320 de la compagnie aérienne américaine US Airways opérant le vol 1702 entre Philadelphie et Fort Lauderdale rate son décollage à l’aéroport international de Philadelphie[1]. Son train d'atterrissage avant s'est affaissé après l'explosion de l'un des pneus. L'avion s'est alors incliné vers l'avant et finit son décollage sur le ventre, dans l'herbe, les pilotes ayant interrompu la procédure. L'incident fut spectaculaire mais ne fit aucun blessé.
- Commercialisation du TBM 900.

### Juillet
- Kenya, 2 juillet : un Fokker F50 cargo de Skyward International Aviation s'écrase à proximité de l'aéroport de Nairobi, faisant au moins 4 morts[2],[3].
- Ukraine, 17 juillet : le Boeing 777-200 du vol 17 Malaysia Airlines a été abattu de manière non encore élucidée, faisant 298 morts dont 15 membres d'équipage et 283 passagers.
- Le vol 5017 d'Air Algerie s'écrase au nord du Mali.

### Octobre
- Suisse 2 octobre : Premier vol de l'hélicoptère Kopter SH09[4].
- Grèce 17 octobre : Retrait des derniers Vought A-7 Corsair II de la force aérienne grecque, ils étaient les derniers en service dans le monde[5].

### Novembre
- Le constructeur sino-américain Mooney annonce un nouveau type d'avions biplaces : M10.

### Décembre
- Le 22 décembre: Airbus livre le premier A350-900 à la compagnie Qatar Airways.
- Le 28 décembre: un Airbus A320-200  de la compagnie Airasia s'ecrasse en mer de Java avec a son bord 162 personnes dont 7 membres d'équipage